# Aérodrome de Fontenay-le-Comte
L’aérodrome de Fontenay-le-Comte (code OACI : LFFK) est un aérodrome civil, ouvert à la circulation aérienne publique (CAP), situé à 3 km au sud-sud-est de Fontenay-le-Comte dans la Vendée (région Pays de la Loire, France).
Il est utilisé pour la pratique d’activités de loisirs et de tourisme (aviation légère).

## Installations
L’aérodrome dispose de deux pistes orientées est-ouest (09/27) :
- une piste bitumée longue de 970 mètres et large de 23 ;
- une piste en herbe longue de 960 mètres et large de 80, accolée à la première avec balisage planeurs.

L’aérodrome n’est pas contrôlé. Les communications s’effectuent en auto-information sur la fréquence de 123,500 MHz. La radio est obligatoire.
S’y ajoutent :
- une aire de stationnement ;
- des hangars ;
- une station d’avitaillement en carburant (100LL)[2].

## Activités

### Loisirs et tourisme
- Aéroclub de Fontenay-le-Comte
- Planeur-Club Sud-Vendée

### Sociétés implantées
- Aéro 85
- Fly West Loisirs